# 気になるその気の歌/明るく良い子
「気になるその気の歌/明るく良い子」（きになるそのきのうた/あかるくいいこ）は、2025年7月2日にアップフロントワークス（zetimaレーベル）から発売されたモーニング娘。の75枚目のシングル。「モーニング娘。'25」（モーニングむすめ。トゥーファイブ）名義でのリリースとなる。

## 構成
- 9期メンバーの生田衣梨奈ラスト参加シングル。
- 15期メンバーである北川莉央は同年4月17日より諸般の事情により無期限の活動休止[5]しており、今作では不参加となっている[6]。
- つんくによる作詞・作曲の楽曲のみで構成されたモーニング娘。のCDシングルは、2022年12月21日リリースの72枚目のシングル『Swing Swing Paradise/Happy birthday to Me!』以来3作ぶりとなる。

### 気になるその気の歌
- センターポジションは生田衣梨奈。
- つんく♂曰く「ノリはあるけどダンスに頼らない歌」。振り付けのアイデアや表情を軸に曲のメッセージ性を高めるための動きやフォーメーションを取り入れようと考え、今作ではコレオグラファーをえんどぅが担当している。

### 明るく良い子
- センターポジションは横山玲奈、および弓桁朱琴。
- MV のテーマは「万華鏡」であり、MVだけでなく、ダンスフォーメーションも万華鏡を意識して取り入れられている。

## リリース
初回生産限定盤A・B・SP・通常盤A・Bの5形態で発売され、このうち初回生産限定盤A・B・SPにはBlu-ray Disc（以下BD）が封入。初回生産限定盤SPには、2024年12月30日に幕張メッセ国際展示場で開催された『COUNTDOWN JAPAN 24/25』のモーニング娘。'24のライブ映像、および『THE FIRST TAKE』(2024年11月・12月公開)のモーニング娘。'24歌唱映像が収録されている。初回仕様の全ての通常盤にはトレーディングカード（通常盤A：「気になるその気の歌」衣裳のソロ11種+集合1種よりランダムにて1枚、通常盤B：「明るく良い子」衣裳のソロ11種+集合1種よりランダムにて1枚がそれぞれ封入されている。

## 収録曲

### CD（全盤共通）
| #         | タイトル                             | 作詞      | 作曲      | 編曲       | 時間  |
| --------- | ------------------------------------ | --------- | --------- | ---------- | ----- |
| 1.        | 「気になるその気の歌」               | つんく    | つんく    | 平田祥一郎 | 4:30  |
| 2.        | 「明るく良い子」                     | つんく    | つんく    | 大久保薫   | 3:47  |
| 3.        | 「気になるその気の歌」(Instrumental) |           |           |            | 4:29  |
| 4.        | 「明るく良い子」(Instrumental)       |           |           |            | 3:49  |
| 合計時間: | 合計時間:                            | 合計時間: | 合計時間: | 合計時間:  | 16:35 |

| #         | タイトル                                | 作詞  | 作曲・編曲 | 時間  |
| --------- | --------------------------------------- | ----- | ---------- | ----- |
| 1.        | 「気になるその気の歌」(Music Video)     |       |            | 5:09  |
| 2.        | 「気になるその気の歌」(Dance Shot Ver.) |       |            | 4:37  |
| 3.        | 「気になるその気の歌」(メイキング映像)  |       |            | 12:00 |
| 合計時間: | 合計時間:                               | 21:46 |            |       |

| #         | タイトル                          | 作詞  | 作曲・編曲 | 時間  |
| --------- | --------------------------------- | ----- | ---------- | ----- |
| 1.        | 「明るく良い子」(Music Video)     |       |            | 4:24  |
| 2.        | 「明るく良い子」(Dance Shot Ver.) |       |            | 3:55  |
| 3.        | 「明るく良い子」(メイキング映像)  |       |            | 12:07 |
| 合計時間: | 合計時間:                         | 20:26 |            |       |

| #         | タイトル                                     | 作詞  | 作曲・編曲 | 時間 |
| --------- | -------------------------------------------- | ----- | ---------- | ---- |
| 1.        | 「OPENING」                                  |       |            | 0:47 |
| 2.        | 「Wake-up Call～目覚めるとき～」             |       |            | 2:59 |
| 3.        | 「最KIYOU」                                  |       |            | 3:28 |
| 4.        | 「MC」                                       |       |            | 1:00 |
| 5.        | 「シャボン玉」                               |       |            | 2:58 |
| 6.        | 「この地球の平和を本気で願ってるんだよ!」    |       |            | 3:33 |
| 7.        | 「ムカ好き!」                                |       |            | 3:00 |
| 8.        | 「One・Two・Three(23 Ver.)」                 |       |            | 2:52 |
| 9.        | 「勇敢なダンス」                             |       |            | 3:33 |
| 10.       | 「Help me!!(updated)」                       |       |            | 3:02 |
| 11.       | 「わがまま 気のまま 愛のジョーク (23 Ver.)」 |       |            | 2:56 |
| 12.       | 「恋愛レボリューション21(updated 23 Ver.)」  |       |            | 3:58 |
| 合計時間: | 合計時間:                                    | 34:06 |            |      |

| #         | タイトル                                                            | 作詞  | 作曲・編曲 | 時間 |
| --------- | ------------------------------------------------------------------- | ----- | ---------- | ---- |
| 1.        | 「モーニング娘。'24 - 恋愛レボリューション21/THE FIRST TAKE」       |       |            | 4:57 |
| 2.        | 「モーニング娘。'24 - Wake-up Call〜目覚めるとき〜/THE FIRST TAKE」 |       |            | 5:14 |
| 合計時間: | 合計時間:                                                           | 10:11 |            |      |

## タイアップ
気になるその気の歌
- 文化放送「くにまる食堂」7月度プラスチューン[7]。

## リリース日一覧
| 地域 | リリース日   | レーベル               | 規格                                              | カタログ番号                      |
| ---- | ------------ | ---------------------- | ------------------------------------------------- | --------------------------------- |
| 日本 | 2025年7月2日 | zetima/ UP-FRONT WORKS | CDマキシシングル+Blu-ray Disc                     | EPCE-7934〜35（初回生産限定盤A）  |
| 日本 | 2025年7月2日 | zetima/ UP-FRONT WORKS | CDマキシシングル+Blu-ray Disc                     | EPCE-7936〜37（初回生産限定盤B）  |
| 日本 | 2025年7月2日 | zetima/ UP-FRONT WORKS | CDマキシシングル+Blu-ray Disc                     | EPCE-7938〜39（初回生産限定盤SP） |
| 日本 | 2025年7月2日 | zetima/ UP-FRONT WORKS | CDマキシシングル                                  | EPCE-7940（通常盤A）              |
| 日本 | 2025年7月2日 | zetima/ UP-FRONT WORKS | CDマキシシングル                                  | EPCE-7941（通常盤B）              |
| 日本 | 2025年7月2日 | zetima/ UP-FRONT WORKS | ダウンロードシングル （LC-AAC 44.1kHz/16bit）     | EPCE-7940（通常盤Aに準拠）        |
| 日本 | 2025年7月2日 | zetima/ UP-FRONT WORKS | ハイレゾダウンロードシングル （FLAC 96kHz/24bit） | EPCE-7940-HR（通常盤Aに準拠）     |

## 参加メンバー
- 9期：生田衣梨奈
- 11期：小田さくら
- 12期：野中美希、牧野真莉愛、羽賀朱音
- 13期：横山玲奈
- 15期：岡村ほまれ、山﨑愛生
- 16期：櫻井梨央
- 17期：井上春華、弓桁朱琴